# Donia Ben-Jemia
Donia Ben-Jemia (* 14. Juni 1979 in Köln) ist eine deutsche Schauspielerin.

## Leben
Donia Ben-Jemia studierte nach dem Abitur Religionswissenschaften, Judaistik, Islamwissenschaften und Altorientalistik an der Universität zu Köln. Sie erhielt eine Schauspielausbildung bei Alexandra Riechert in München. In der ARD-Serie Marienhof erhielt sie ab 2000 die Hauptrolle Lucy. Als Novizin Gina stand Ben-Jemia von 2004 bis 2009 für die Serie Um Himmels Willen vor der Kamera. Weiterhin war sie als Maria Guidera in der Episodenfolge Das Geheimnis des Hafenpastors der TV-Serie Großstadtrevier zu sehen.

## Filmografie (Auswahl)
- 2000–2002: Marienhof
- 2002: Die Versuchung[4]
- 2003: Kismet[5]
- 2004–2009: Um Himmels Willen
- 2006: Herzton[6]
- 2007: Speed Dating
- 2008: Um Himmels Willen – Weihnachten in Kaltenthal
- 2011: Marienhof
- 2011: L’infiltré[7]
- 2015: Das Wetter in geschlossenen Räumen[8]